# Agamous
AGAMOUS (AG) — ген, кодирующий MADS-бокс содержащий транскрипционный фактор растения Arabidopsis thaliana. Номер гена в базе данных The Arabidopsis Information Resource — AT4G18960. В дословном переводе с английского agamous означает «бесполый». При мутации по этому гену, происходит нарушения развития цветка, когда на месте тычинок развиваются лепестки, а на месте плодолистиков — чашелистики.